# Slaget ved Marietta
Slaget ved Marietta blev udkæmpet i Cobb County, Georgia under Atlanta-kampagnen i den amerikanske borgerkrig. Slaget blev udkæmpet mellem den 9. juni og den 3. juli 1864 mellem unionshæren under generalmajor William Tecumseh Sherman og konfødererede styrker under general Joseph E. Johnston, som var forskanset nær Marietta. Der blev udkæmpet en række kampe i løbet af denne fireugers periode, herunder slagene ved Pine Mountain (14. juni), Gilgal Church (15. juni), Kolb's Farm (22. juni) og Kemmesaw Mountain (27. juni). Sherman tvang Johnston til at trække sig delvist tilbage den 18. juni for at beskytte sine forsyningslinjer, men unionsstyrkerne sejrede først endeligt den 3. juli.  